# C4 식물
C4 식물은 4탄당(C4) 화합물이 관여하는 추가적인 경로(C4회로)를 이용해 {\displaystyle \mathrm {CO_{2}} }가 부족한 환경에서도 광합성의 암반응(광비의존성반응)을 계속할 수 있는 식물을 말한다. 4탄당인 옥살아세트산이 최초의 탄소고정산물이기 때문에 "C4"경로 라는 이름이 붙여졌으며 1966년에 2명의 호주 과학자들 (Hatch& Slack)이 밝혀내었기 때문에 Hatch-Slack 경로라고도 불린다. 캘빈회로(C3회로)의 Rubisco보다 {\displaystyle \mathrm {CO_{2}} }를 효율적으로 고정하는 C4 식물의 탄소고정회로는 {\displaystyle \mathrm {CO_{2}} }의 최초 고정 산물이 4탄당(C4)인 데서 이름이 유래되었다. 대부분의 열대 혹은 아열대성 식물이 이 무리에 속한다.
{\displaystyle \mathrm {CO_{2}} }는 공기 중에 아주 적은 비율(0.03%)로 존재하며 추가적으로 온도가 높고 일조량이 많은 환경의 조건에서  {\displaystyle \mathrm {CO_{2}} }사용이 불안정한 상태가 되면 캘빈회로에 있는 {\displaystyle \mathrm {CO_{2}} } 고정효소인 Rubisco는 더 이상 탄소 고정보다는 광호흡(photorespiration)을 하는 비율이 높아지게 된다. 반면에 C4식물은 Rubisco보다 강력한 {\displaystyle \mathrm {CO_{2}} }고정효소인 PEPC(Phosphoenolpyruvate carboxylase)를 이용해 탄소 고정을 계속할 수 있다.

## C3 식물과 C4 식물의 차이
C3 식물에 비해 C4 식물은 더 건조하고 온도가 높으며 질소원이 부족한 곳에서도 광합성을 할 수 있다. 이는 C4가 C3와는 다르기 때문에 가능한 것이다. 구조적인 차이와 대사 과정의 차이로 나누어 살펴보도록 하겠다.

### 구조적 차이
유관속(체관, 물관)은 2개의 세포층으로 둘러싸인 특징적인 구조를 가지고 있다. 안쪽 세포층은 유관속초(稍)세포(bundle sheath cell;잎맥을 에워싸고 있는 세포)라고 불리며 그라나 구조가 부족한 대신 전분이 많이 저장되어 있다. 바깥쪽 세포층은 엽육세포(mesophyll cell)라고 불리며 유관속초세포와는 반대로 전분 저장을 많이 하지 않지만 그라나 구조가 발달되어 있다. 안쪽과 바깥쪽의 같은 엽록체가 다른 형태를 나타낸다.
C4 식물 잎의 횡단면을 관찰하면, 유관속초세포(bundle sheath cell)가 유관속의 주위를 둘러싸고 있으며 그 주위를 엽육 세포가 둘러싸고 있다. 이것은 마치 꽃다발처럼 보이므로, 크란츠 구조(Kranz anatomy)라고 한다.(Kranz-Crown/Halo)라고 한다. C3 식물에서는 엽록체가 엽육 세포에는 많지만, 유관속초 세포에서는 적고 유관속초가 C4 식물만큼 두텁게 발달되어 있지 않아서 이러한 크란츠 구조가 나타나지 않는다. 그러나, C4 식물에서는 유관속초 세포에도 엽록체가 많이 존재하며 유관속초가 두텁게 발달되어 크란츠 구조가 뚜렷하게 나타나는 것이 특징이다.
C3 식물에서는 엽육세포(葉肉細胞, leaf mesopyll cell)에서 직접 CO2
와 접촉이 일어나 광합성을 하지만, C4 식물의 엽육세포에서는 {\displaystyle \mathrm {CO_{2}} }를 유기산의 형태로 고정하여 유관속초세포로 들여보내기 때문에 간접적으로 {\displaystyle \mathrm {CO_{2}} }와 접촉하여 광합성을 진행하게 된다.
{\displaystyle O_{2}}의 경우도 마찬가지로 C3 식물에서는 광합성이 일어나는 곳과 직접 접촉이 일어나지만 C4 식물에서는 간접적으로 접촉이 일어나기 때문에 광호흡(높은 산소 농도 때문에 생성된 유기물이 분해되는 식물에게 해로운 과정)의 기회는 줄어들고 잎 내부의 {\displaystyle \mathrm {CO_{2}} } 농도를 높여 탄소고정량을 늘릴 수 있다.

### 대사 과정
C3 식물에서는 엽육세포(leaf mesopyll cell)에서 캘빈회로가 돌아가지만, C4 식물에서는 유관속초세포(bundle sheath cell; 잎맥을 에워싸고 있는 세포)에서 캘빈회로가 작동하고 엽육세포에서는 C4회로가 진행된다. PEP carboxylase에 의해 CO2가 고정되어 4탄소화합물이 되고, 이 회로의 최종산물인 말산(malate)은 엽육세포에서 인접한 유관속초세포로 이동하여 3탄소 화합물과 CO2로 분해된다. CO2는 Rubisco와 결합하여 유관속초세포의 캘빈회로에 들어간다. 즉 상대적으로 성능이 나쁜 Rubisco 대신에 좀 더 강력한 효소인 PEP carboxylase가 CO2를 대신 받아 줌으로써 낮은 CO2 환경에서도 암반응을 계속 진행시킬 수 있는 것이다.
C4 식물은 일반적인 식물인 C3 식물에 비해, 발달된 유관속초 세포가 있으며 엽록체가 다수 존재한다. 이 때문에 C3 식물의 캘빈-벤슨 회로는 엽육 세포에 있는 데 비하여 C4 식물은 유관속초 세포에 있다. C3 식물은 CO2를 고정하는 데 RubisCO를 이용하지만 C4 식물은 PEPC를 이용한다. C4 식물의 이러한 차이는 광호흡을 줄여줘 광합성에 유리하게 작용한다. 보통 C3 식물의 CO2 보상점은 40~100 ppm이지만, 고온이 되면 상승하여 보상점이 대기 중의 CO2 농도(350 ppm)에 가까워진다. 이 때문에 고온에서 C3 식물은 성장 속도가 제한될 가능성이 높아진다. 반면, C4 식물의 CO2 보상점은 2~5 ppm으로 온도가 높아져도 보상점이 C3만큼 급격히 증가하지는 않는다.
C4 식물은 C3 식물에 비해 반건조 조건에서도 잘 사는데 수분 사용률(광합성에 이용하는 물/증산으로 잃는 물)이 높기 때문이다.
C4 식물은 C3 식물에 비하여 질소 이용 효율도 높다.
첫째, RubisCO의 생성량이 적은 것을 이유로 들 수 있다. C4 경로에 의한 CO2 농축 기작에서 RubisCO의 산화효소(oxygenase)반응(광호흡)이 거의 일어나지 않게 되기 때문에 RubisCO의 생성량이 적어도 된다. C3 식물에서 전체 단백질의 약 50%를 차지하는 RubisCO의 생성량을 줄일 수 있으므로 C4 식물은 질소 이용 효율이 높아지게 된다.
둘째, 광호흡에 의한 질소의 재방출이 일어나지 않는다. C4 식물은 C3 식물에 비해, 광이용 효율이 높다. 강한 빛은 광계 II, I(photo system II,I)의 불필요한 전자여기를 촉진하여 활성산소를 발생시키므로 식물에 독성을 나타내기 때문에 식물은 강한 빛에 대한 방어를 한다. 빛에너지를 형광(빛)이나 열, 광호흡을 통해 방출하거나 여러 가지 보조 색소(카로티노이드, 크립토크롬, 플라보노이드 등)로 강한 빛을 흡수하여 자기자신을 보호한다.
이상에서 본 바와 같이 고온, 건조, 강한 빛, 질소 부족 토양 조건에서는 C4 식물이 C3 식물에 비해 유리하다. 또한 C4 식물은 최적조건일 때 C3 식물에 비하여 효율적으로 탄산 고정이 진행되기 때문에, 같은 양의 빛에서 더 많은 탄소를 고정할 수 있다. 그러나 C4 경로에서 CO2 고정에 ATP 2 분자가 더 소모되므로 광호흡이 적은 저온의 습윤한 지역에서는 C3 식물이 유리하기 때문에 C3 식물이 전 세계 식물의 대부분을 이루고 있다.

## C4 식물의 분류
엽육 세포에서 PEP(3탄당)에서 {\displaystyle \mathrm {CO_{2}} }(실재 HCO3-)를 고정해 옥살산(4탄당)을 만들어 다양한 물질로 변환되어 유관속속초 세포에서 탈탄산 효소에 의해 {\displaystyle \mathrm {CO_{2}} }가 재방출되어 캘빈-벤슨 회로에 받아들여지게 된다. C4 경로는 유관속초 세포로 {\displaystyle \mathrm {CO_{2}} }를 재방출할 때 관여하는 효소(탈탄산효소)에 따라 크게 3 종류로 나뉜다.

C4(Hatch-Slack) 경로- NADP-ME형

### NADP-ME 형
옥수수, 사탕수수, 참억새 등이 포함된다. NADP-말산효소(NADP-ME: NADP-malic enzyme)가 탈탄산작용(decarboxylation)을 한다. 엽육 세포 기질에서 {\displaystyle \mathrm {CO_{2}} }가 물에 녹아 {\displaystyle \mathrm {HCO_{3}^{-}} }가 되고 PEP와 PEP carboxylase(PEPC)에 의해 옥살아세트산이 된다. 옥살아세트산은 엽록체에 들어가 말산탈수소효소(MDH: malate dehydrogenase)와 환원제 NADPH에 의해 4탄당인 말산(사과산)으로 환원된다. 말산은 엽록체에서 세포질로 방출되어 농도 구배에 의해 원형질 연락사를 경유해, 유관속초 세포로 이동한다. 유관속초 세포의 엽록체로 말산이 이동하여 NADP+와 탈탄산효소와 반응해 피루브산(3탄당), NADPH, {\displaystyle \mathrm {CO_{2}} }이 생성된다. 탈탄산과정에 관여하는 효소가 NADP-말산효소(NADP-ME: NADP-malic enzyme)이다. 여기서 생성된 {\displaystyle \mathrm {CO_{2}} }는 캘빈-벤슨 회로에 들어가며, 피루브산은 유관속초 세포의 세포질로 방출되어 농도 구배에 따라 원형질 연락사를 거쳐 엽육세포의 엽록체로 이동한다. 이 피루브산은, 2ATP를 이용해 다시 PEP가 되는데 이 반응에 관여하는 효소를 피루브산인산 디키나아제(PPDK: pyruvate-phosphate dikinase)라고 한다. PPDK는 피루브산 1분자와 무기 인산 1분자, ATP 1분자의 에너지를 사용해 PEP 1분자와 AMP 1분자 무기인산 2분자를 형성한다. 이 AMP를 ADP로 되돌리기 위해 ATP 1분자가 사용된다. 따라서 NADP-ME형에서는 1 분자의 {\displaystyle \mathrm {CO_{2}} } 농축에 2 분자의 ATP가 필요하다.

### NAD-ME 형
기장, 조 등이 포함된다. NAD-ME(NAD-말산효소)가 탈탄산작용을 한다. 우선 엽육 세포에서 받아들인 {\displaystyle CO_{2}}는 {\displaystyle HCO_{3}^{-}} 이온이 되며 PEP와 반응하여 옥살아세트산이 형성된다. 이때 PEPC가 촉매로 작용한다. 옥살 아세트산에 아민기가 붙어 아스파르트산이 되면, 원형질 연락사를 통해 농도 차이에 따라 유관속초 세포로 이동하여 미토콘드리아로 들어간다. 아스파르트산은 탈아민반응에 의해 다시 옥살아세트산이 된다. 옥살아세트산은 NADH에 의해 말산으로 환원되며 말산은 NAD-ME(NAD-말산효소)에 의해 탈탄산 반응이 일어나 NADH, 피루브산, {\displaystyle \mathrm {CO_{2}} }를 생성한다.
{\displaystyle \mathrm {CO_{2}} }는 확산에 의해 엽록체로 이동하여 캘빈-벤슨 회로로 들어가 다시 고정된다. 피루브산은 미토콘드리아에서 세포질 기질로 방출되면 아민기가 붙어 알라닌이 된다. 알라닌은 농도 차이에 따라 원형질 연락사를 거쳐 엽육 세포로 이동한다. 엽육 세포에서 알라닌은 다시 탈아민화되어 피루브산형태로 엽록체에 들어간다. 그 이후는 NADP-ME형과 동일하게 진행되며 2 분자의 ATP 에너지를 사용해 PEP로 돌아온다. NAD-ME형 또한 1 분자의 {\displaystyle \mathrm {CO_{2}} } 농축에는 2 분자의 ATP가 필요하다.

### PEP-CK 형
PCK형이라고도 한다. PEP-CK형은 탈탄산 효소에 PEP-CK(PEP-carboxykinase)가 사용된다. NAD-ME과 유사한 듯 보이나 유관속초 세포의 미토콘드리아가 아닌 엽록체에서 반응이 일어나는 것과 중간산물 일부가 다르다. 먼저 엽육 세포에서 받아들인 {\displaystyle \mathrm {CO_{2}} }는 {\displaystyle \mathrm {HCO_{3}^{-}} } 이온이 되며 PEP와 반응하여 옥살아세트산이 형성된다. 이때 PEPC가 촉매로 작용한다. 옥살 아세트산에 아민기가 붙어 아스파르트산이 되면, 원형질 연락사를 통해 농도 차이에 따라 유관속초 세포로 이동하여 엽록체로 들어간다. 아스파르트산은 탈아민반응에 의해 다시 옥살아세트산이 된다. 옥살아세트산은 ATP에 의해 PEP와 {\displaystyle \mathrm {CO_{2}} }로 쪼개어지며 {\displaystyle \mathrm {CO_{2}} }는 확산에 의해 엽록체로 이동하여 캘빈-벤슨 회로로 들어간다. PEP는 세포질 기질로 방출되면 아민기가 붙어 알라닌이 된다. 알라닌은 농도 차이에 따라 원형질 연락사를 거쳐 엽육 세포로 이동한다. 엽육 세포에서 알라닌은 다시 탈아민화되어 피루브산 형태로 엽록체에 들어간다. 그 이후는 NADP-ME형과 동일하게 진행되며 2 분자의 ATP 에너지를 사용해 PEP로 돌아온다. NAD-ME형 또한 1 분자의 {\displaystyle \mathrm {CO_{2}} } 농축에는 2 분자의 ATP가 필요하다.

## C4 식물의 진화
C4 식물은 백악기(약 1억 3500만 ~ 6500만 년 전)에 처음 출현한 것으로 보이며 대기 중의 {\displaystyle \mathrm {CO_{2}} } 농도가 현저하게 감소한 시기인 700만 년 전에 현저하게 증가하였다. 낮은 {\displaystyle \mathrm {CO_{2}} } 농도에서 C3 식물보다 광호흡이 적은 C4 식물 쪽이 생육에 유리한 경우가 많기 때문에 C4 식물은 낮은 {\displaystyle \mathrm {CO_{2}} } 농도에 적응했다는 가설도 있고 건조한 환경에서도 잘 자라기 때문에, 건조한 환경에 적응하여 진화했다고 하는 가설도 있다. 그러나 C4 식물은 진화의 기원이 여러 곳에서 유래하여 다원적으로 진화하고 있다. 속씨식물의 큰 두 갈래 식물군(단자엽식물, 쌍자엽식물) 양쪽 모두에서 C4식물을 볼 수 있기 때문에 속씨식물이 두 갈래의 무리로 나뉘기 전에 C4식물에 특이적으로 관련된 유전자군이 갖춰진 것으로 보고 있다. 실제로 벼와 같은 C3 식물에서 광합성에는 관여하지 않는 C4 식물의 것과 같은 PEPC, PPDK등의 유전자의 존재가 확인되고 있는데 C3 식물에서는 C4 식물과는 달리 유전자군의 발현이 억제되어 있는 것으로 보인다.
C3 식물은 고온, 건조, 낮은 {\displaystyle \mathrm {CO_{2}} }농도, 질소가 부족한 토양 조건에서는 광호흡이 쉽게 일어나 {\displaystyle \mathrm {CO_{2}} }를 고정하기 힘들어진다. 하지만, C4 식물은 이러한 가혹한 기후조건에 적응하여 {\displaystyle \mathrm {CO_{2}} }를 고정하기 위한 회로를 따로 가지게 되었다. 낮은 온도에서는 별도의 {\displaystyle \mathrm {CO_{2}} } 고정회로가 에너지를 불필요하게 소모하지만 건조한 조건에서는 생존에 바람직하게 된다. 작물 중 옥수수, 잡곡류가 C4 식물이며 벼나 밀은 C3식물이다. 잡초에도 C4 식물이 있는데 열대 지역에서는 C4 식물(잡초)이 C3 식물(작물)의 생장속도를 압도하기 때문에 잡초로 인한 피해 심각한 문제가 되어 경우에 따라서는 그 해 농사를 망치는 경우까지 있다고 한다. 이 때문에 일부 과학자들은 주요 작물에 없거나 잠재되어 있는 C4 관련 유전자를 활성화시켜 작물을 C4 식물로 만드는 연구를 하고 있다.

## 같이 보기
- 광합성
- C3식물
- CAM식물